# Singhadevi
Singhadevi (nep. सिंहदेवी) – gaun wikas samiti we wschodniej części Nepalu w strefie Sagarmatha w dystrykcie Okhaldhunga. Według nepalskiego spisu powszechnego z 2001 roku liczył on 495 gospodarstw domowych i 2574 mieszkańców (1360 kobiet i 1214 mężczyzn).